# كودة آل عوض (تريم)
'

تعديل مصدري - تعديل

كودة ال عوض هي إحدى قرى عزلة تريم بمديرية تريم التابعة لمحافظة حضرموت، بلغ تعداد سكانها 770 نسمة حسب تعداد اليمن لعام 2004.